# Pomázi járás
A Pomázi járás Pest-Pilis-Solt-Kiskun vármegyéhez tartozó járás volt Magyarországon, székhelye Pomáz volt. Ezen a néven 1898-tól működött, de a Pilisi felső járás állandó székhelye már 1886 óta Pomáz volt. Megszűnésére 1940-ben került sor, amikor székhelyének Szentendrére helyezésével létrejött helyette a Szentendrei járás.

## Története
A Pomázi járás elődje a 19. század közepén az addigi Pilisi járás feldarabolásával létrejött Pilisi felső járás volt. Ennek 1886-tól, amikor törvény alapján a vármegyéknek állandó járási székhelyeket kellett kijelölniük, Pomáz volt a székhelye. A járás Pest-Pilis-Solt-Kiskun vármegye dunántúli részének északi felét foglalta magába.
A 20. század fordulóján a Budapest körüli települések népessége, gazdasága és infrastrukturális fejlettsége erősen megnőtt, és elkezdődött a Nagy-Budapestet alkotó agglomeráció kialakulása, mely magába foglalta a Pomázi járás néhány települését is. Ezért először az 1910-es évek elején szervezték át a Budapest körüli járásokat, de ez még nem érintette a Pomázi járást. 1922-ben került sor a Budapest székhelyű Központi járás megszervezésére, ehhez az új járáshoz csatolták át 1924-ben a Pomázi járásból Pesthidegkút községet.
1934-ben a Pomázi járás öt legdélibb községét átcsatolták az újonnan alakult második Budapest székhelyű járáshoz, a Budakörnyékihez, mely a Biai járás helyét vette át, és melyhez a Központi járás azon hat községét is beosztották, melyek a Dunántúlon feküdtek.
1940-ben a járás székhelyét Pomázról a rég városi ranggal rendelkező, a térség tényleges központjává váló Szentendrére helyezték át és elnevezését is ehhez igazították, és ezzel a Pomázi járás helyét átvette a Szentendrei járás.

## Községei
Az alábbi táblázat felsorolja a Pomázi járáshoz tartozott községeket, bemutatva, hogy mikor tartoztak ide, és hogy hova tartoztak megelőzően, illetve később.
| Község            | Mikortól | Honnan                | Meddig | Hova                  |
| ----------------- | -------- | --------------------- | ------ | --------------------- |
| Békásmegyer       | 1898     | Pilisi felső járásból | 1940   | Szentendrei járáshoz  |
| Budakalász        | 1898     | Pilisi felső járásból | 1940   | Szentendrei járáshoz  |
| Csobánka          | 1898     | Pilisi felső járásból | 1940   | Szentendrei járáshoz  |
| Dunabogdány       | 1898     | Pilisi felső járásból | 1940   | Szentendrei járáshoz  |
| Kisoroszi         | 1898     | Pilisi felső járásból | 1940   | Szentendrei járáshoz  |
| Klotildliget      | 1925     | Piliscsaba határából  | 1940   | Szentendrei járáshoz  |
| Nagykovácsi       | 1898     | Pilisi felső járásból | 1934   | Budakörnyéki járáshoz |
| Pesthidegkút      | 1898     | Pilisi felső járásból | 1924   | Központi járáshoz     |
| Pilisborosjenő    | 1898     | Pilisi felső járásból | 1940   | Szentendrei járáshoz  |
| Piliscsaba        | 1898     | Pilisi felső járásból | 1940   | Szentendrei járáshoz  |
| Pilisszántó       | 1898     | Pilisi felső járásból | 1940   | Szentendrei járáshoz  |
| Pilisszentiván    | 1898     | Pilisi felső járásból | 1934   | Budakörnyéki járáshoz |
| Pilisszentkereszt | 1898     | Pilisi felső járásból | 1940   | Szentendrei járáshoz  |
| Pilisszentlászló  | 1898     | Pilisi felső járásból | 1940   | Szentendrei járáshoz  |
| Pilisvörösvár     | 1898     | Pilisi felső járásból | 1934   | Budakörnyéki járáshoz |
| Pócsmegyer        | 1898     | Pilisi felső járásból | 1940   | Szentendrei járáshoz  |
| Pomáz             | 1898     | Pilisi felső járásból | 1940   | Szentendrei járáshoz  |
| Solymár           | 1898     | Pilisi felső járásból | 1934   | Budakörnyéki járáshoz |
| Szigetmonostor    | 1898     | Pilisi felső járásból | 1940   | Szentendrei járáshoz  |
| Tahitótfalu       | 1898     | Pilisi felső járásból | 1940   | Szentendrei járáshoz  |
| Üröm              | 1898     | Pilisi felső járásból | 1934   | Budakörnyéki járáshoz |
| Visegrád          | 1898     | Pilisi felső járásból | 1940   | Szentendrei járáshoz  |

## Területe és népessége
Az alábbi táblázat a Pomázi járás területének és népességének változását mutatja be. Az egyes sorok a járás területi változásait mutatják be, az első rovatban megjelölve, mely időszakban érvényes terület adatai találhatók az adott sorban.
A következő rovat a járás területnagyságát mutatja az adott időszakban. A további rovatok az adott időszakban érvényes határok között az oszlopfejlécben jelzett népszámlálás adatai szerint talált népességszámot adják meg ezer főre kerekítve.
Az eltérő színezéssel kijelölt adatok mutatják meg az egyes népszámlálásokkor érvényes közigazgatási beosztásnak megfelelő adatokat.
Az 1941 és 2001 közötti kiugró növekedés főképp az 1950-ben Budapesthez csatolt Békásmegyer területén felépült nagy lakótelepnek köszönhető.
| Területi beosztás | Terület | 1890-ben | 1900-ban | 1910-ben | 1920-ban | 1930-ban | 1941-ben | 2001-ben |
| ----------------- | ------- | -------- | -------- | -------- | -------- | -------- | -------- | -------- |
| 1898–1924 között  | 448 km² | 33       | 39       | 47       | 50       | 63       | 74       | 157      |
| 1924–1934 között  | 435 km² | 32       | 37       | 45       | 47       | 57       | 65       | 140      |
| 1934–1940 között  | 347 km² | 23       | 27       | 31       | 32       | 39       | 46       | 105      |

## Lásd még
- Szentendrei kistérség
- Pilisvörösvári kistérség